# Скрюкова, Екатерина Фёдоровна
Екатерина Фёдоровна Скрюкова (25 июля 1925 года, деревня Будянка,  Уярский район, Красноярский край — 5 мая 2019 года, Дивногорск, Красноярский край) — бетонщица управления основных сооружений Красноярскгэсстроя Министерства энергетики и электрификации СССР. Герой Социалистического Труда (1973), награждена орденами и медалями, почётный гражданин города Дивногорска (2011).

## Биография
Родилась Екатерина Фёдоровна 25 июля 1925 года, в деревне Будянка Уярского района Красноярского края в многодетной семье колхозника. Отец — Фёдор Архипович, мама — Александра Васильевна, у Екатерины Скрюковой было пять сестёр и четыре брата. Окончила семь классов сельской школы. В годы  Великой Отечественной войны Екатерина работала с шестнадцати лет, была трактористом, летом — в поле, зимой работала в леспромхозе и заготавливала шпалы для восстановления железных дорог после бомбёжек. Когда окончилась Великая Отечественная война работала секретарём в Уярском городском суде. В 1946 году вышла замуж и вместе с мужем уехали в Якутскую республику, в 1951 году вернулась с мужем в родной край. Затем Екатерина Фёдоровна работала мотористкой в геологоразведочной экспедиции.
В 1959 году Екатерина Фёдоровна приехала на строительство Красноярской ГЭС, была мотористом на насосной станции. В 1960 году работала в женской бригаде бетонщицей в УОС Красноярскгэсстроя, затем была бригадиром женской бригады, которая готовила бетон для строительства моста через Енисей. Позже бригаду Скрюковой соединили с бригадой мужчин, которой руководил Егор Чеглинцев, затем бригаду возглавил Николай Смелко, а Екатерина Фёдоровна Скрюкова  была в бригаде звеньевой: готовили блоки, укладывали бетон, работая с 18-килограммовым вибратором.
За выдающиеся успехи в строительстве Красноярской гидроэлектростанции и проявленную трудовую доблесть Екатерина Фёдоровна Скрюкова была удостоена в 1973 году звания Героя Социалистического Труда с вручением ордена Ленина и золотой медали «Серп и Молот». Екатерина Фёдоровна также награждена орденом Трудового Красного Знамени (1966), медалями «За доблестный труд. В ознаменование 100-летия со дня рождения В.И. Ленина», «Ветеран труда», «Борцу за мир» и знаком «Отличник энергетики и электрификации СССР», в 2011 году — почётный гражданин города Дивногорска.
С 1980 года Екатерина Фёдоровна работала в профсоюзе ДЭПС, избиралась депутатом Красноярского краевого Совета, была членом горкома КПСС, членом партийного бюро Дивногорскэнергопромстроя, председателем совета наставников города.
С 1990 года — на пенсии, жила в городе Дивногорске.
Скончалась Екатерина Фёдоровна Скрюкова 5 мая 2019 года.

## Награды
- Герой Социалистического Труда (01.06.1973);
- Ордена Ленина (01.06.1973);
- Медаль «Серп и Молот» (01.06.1973);
- Орден Трудового Красного Знамени (1966);
- Медаль «За доблестный труд. В ознаменование 100-летия со дня рождения В. И. Ленина»;
- Медаль «Ветеран труда»;
- Медаль «Борцу за мир»;
- Знак «Отличник энергетики и электрификации СССР»;
- Почётный гражданин города Дивногорска (2011).